# 이크발 멜리코지예프
이크발 멜리코지예프(튀르키예어: Iqbol Meliqo'ziyev, 1981년 10월 4일 ~ )는 2024년부터 우즈베키스탄 VGIK 대학의 사진 감독, 영화 감독 및 총장이다.
이크발 멜리코지예프는 연출 분야에서 큰 성공을 거두었다. 2013년 이크발 멜리쿠지예프는 우즈베키스탄 드라마와 코미디 '메닝 도스팀 진'(코미디)을 연출해 우즈베키스탄에서 폭넓은 인정과 박수를 받았다. 그 이후로 그는 우즈벡 코미디와 멜로드라마 영화를 많이 촬영했다. 특히 2015년 대형 스크린에 개봉한 영화 '이사기 이슈크'와 '쿠욕 쥐라'는 감독에게 큰 명성을 안겨줬다.

## 전기
멜리코지예프 이크발 마마소디코비치 는 1981년 10월 4일 페르가나 지역의 Buvaida 지역에서 태어났다. 1988년에 그는 Buvayda 지역의 26번 중등학교에 입학하여 1학년을 다녔으며 1998년에 졸업했다. 2005년 우즈베키스탄 국립예술대학 촬영학과를 졸업하고, 2008년 석사과정을 졸업하고 촬영전공을 맡았다. 2008년에 그는 우즈베키스탄 국립예술대학 영화촬영과의 교사로 채용되었다. 2012년부터 2015년까지 '음향연출 및 촬영기술' 부문장을 역임했다. 2015~2018년에는 박사 학위를 취득했다. 2010년에 타슈켄트 정보기술대학교를 졸업했다. 2014년에 교육자는 인력 재교육 및 기술 향상을 위한 네트워크 센터에서 자격을 향상시켰다. 2008년부터 2019년까지 그는 "영화 및 텔레비전 촬영", "특수 및 복합 촬영", "멀티미디어 디자인", "시각 효과 및 후반 작업", "영화 및 비디오 기술의 기초"라는 주제를 가르치고 있다. 이제 전문가 수업에서 성공적으로 사용된다. 2018년에 이크발 멜리코지예프은 "영화 원격 조작 기술"(예술 사진의 형성 및 개발 과정)이라는 교과서를 출판했다. 2018년에는 "애니메이션 감독"이 "사진 합성", "멀티미디어 디자인", "시각 효과 및 후반 작업", "영화 비디오 기술의 기초" 교육 매뉴얼을 출판했다.
2024년에 이크발 멜리코지예프 는 타슈켄트에 있는 VGIK 대학의 총장으로 임명되었다.

## 창조
이크발은 영화 분야에서 창의적인 경력을 시작했으며 여러 네트워크의 연재물 및 TV 영화 작업에 참여했다. U 그는 자한기르 아모에디프 감독의 영화 결혼에서 촬영 감독으로 경력을 시작했다. 2010년에 이크발은 운이 없는 남자에 관한 영화 "행운을 빌어요"에서 카메라맨으로 활동했으며, 이 영화로 그는 많은 상 후보에 올랐다. 같은 해 영화 '밤에서 새벽까지'의 촬영감독으로 활동하며 2010년 코미디영화상을 비롯한 각종 상을 수상했다. 2011년에 이크발은 많은 후보에 오른 영화 "서비스를 넘어서", "럭키 보이즈", "마지막 통화", "내 형제 베이독"의 촬영 감독을 맡았다. 2012년에는 '밤에서 새벽까지'까지 2편의 영화가 개봉될 예정이며, 이 영화는 팬들의 큰 박수를 받을 예정이다. 2012년 최고의 코미디 영화와 최고의 영화 촬영법을 포함하여 많은 후보에 올랐다. 2013년에 이크발은 영화 "오직 아나 콜스", "씨 핫도그" "내 혀를 저주해"에서 작업했다.. 2015년에는 행복의 분야에서과 '내 혀를 저주해 2'에 참여했다. 영화 Tilim Kursin은 올해 최고의 촬영감독상 후보에 올랐다.
2013년 이크발은 첫 감독 활동을 시작해 '내 친구는 악마다'라는 영화를 만들었다. 2014년에는 '남자아이야'라는 코미디 영화를 만들었다. 영화 "Yigitali"는 Iqbal의 가장 유명한 영화 중 하나가되었다. 2015년에 이크발 은 2015년 최고 수익을 올린 영화로 간주되는 "직장에서의 사랑"와 "신랑"라는 두 편의 영화를 제작했다. 또한 이크발 은 사마르칸트에 오신 것을 환영합니다, 히바에 오신 것을 환영합니다, 경계, 양탄자 재료, 자르도즐릭 및 무함마드 유수프: 당신은 나의 조국입니다 을 포함한 많은 다큐멘터리를 촬영했다.

## 필모그래피
아래에는 이크볼 멜리코지예프 가 출연한 영화의 순위 목록이 연대순으로 나와 있다.
| 년도 | 영화                                                            | 역할   |
| ---- | --------------------------------------------------------------- | ------ |
| 2006 | 수이카스드 (Suyiqasd)                                           |        |
| 2008 | 토니 (Toni)                                                     |        |
| 2008 | 쿠즈 (Kuz)                                                      |        |
| 2009 | 우일라니쉬 (Uylanish)                                           |        |
| 2010 | 행운을 빌어요 (Omad)                                            | [ 13 ] |
| 2010 | [ 14 ]                                                          |        |
| 2010 | 카라코즈 (Qorakoʻz)                                             | [ 15 ] |
| 2010 | 로빈슨 판사 (Robinzon qozi)                                     |        |
| 2011 | 내 동생은 싱글이에요 (Mening akam boʻydoq)                      | [ 16 ] |
| 2011 | 하나님은 주시고 가져가십니다 (Oling quda-bering quda)           | [ 17 ] |
| 2011 | 서비스 범위 외 (Xizmat doirasidan tashqarida)                   |        |
| 2011 | 마지막 통화 (So'ngi qo'ng'iroq)                                 |        |
| 2011 | 럭키가이즈 (Omadli Yigitlar)                                    |        |
| 2011 | 고통은 공짜다 (Dardi bedavo)                                    |        |
| 2012 | 밤부터 아침까지 2 (Tundan tonggacha 2)                          |        |
| 2013 | 아나 이모 (Ana xolas)                                           | [ 18 ] |
| 2013 | 내 친구는 악마야 (Mening doʻstim jin)                           | [ 19 ] |
| 2013 | 내 혀를 키우자 (Tilim qursin)                                   | [ 20 ] |
| 2013 | 미스터 핫도그 (Janob Hot-Dogchi)                                | [ 21 ] |
| 2014 | 남자아이야 (Yihitali)                                           |        |
| 2014 | 엄마에게 알리지 마세요 (Onam bilmasin)                          | [ 22 ] |
| 2014 | 어느 날 (Kunlardan bir kun)                                     |        |
| 2015 | 행복 후에 (Baxt ortidan)                                        |        |
| 2015 | 내 혀를 만들어 보자 2 (Tilim qursin 2)                          | [ 23 ] |
| 2015 | 사랑에 빠진 사랑 (Ishqdagi ishq)                                |        |
| 2015 | 신랑은 결혼했어요 (Kuyov jura)                                  |        |
| 2016 | 아버지에게 알리지 마세요 (Dadam bilmasin)                       | [ 24 ] |
| 2016 | 카이사르 애호가 (Qaysar oshiqlar)                               | [ 25 ] |
| 2020 | 당신 없이는 내 하루가 지나갈 수 없어요 (Sizsiz oʻtmas kunlarim) |        |

| 년도 | 영화 | 역할 |
| ---- | --- | ---- |
| 2002 | 예술에서 자신의 자리를 찾은 사람 (Sanatda oʻz oʻrnini topgan inson) |      |
| 2005 | 노비 미르 크라속 (Novyy mir krasok) |      |
| 2007 | 인생에서 자신의 자리를 찾은 사람 (Xayotda oʻz oʻrnini topgan inson) |      |
| 2013 | 우즈베키스탄 국립 예술 문화 연구소 (Oʻzbekiston davlat sanʼat va madaniyat instituti) |      |
| 2013 | 세계언어대학교 (Jahon tillari universiteti) |      |
| 2016 | 페르가나 주립대학교 (Fargʻona davlat universiteti) |      |
| 2016 | 페르가나 폴리테크닉 연구소 (Fargʻona politexnika instituti) |      |
| 2016 | 우즈베키스탄 공화국 장관 내각, 국가 시험 센터, 우즈베키스탄 및 러시아어 시험 수행 절차(Uzbekiston republicasi vazirlar maxkamasi, davlat test markazi, test sinovlarini utkazish tartibi uzbek va rus tillarida) |      |
| 2017 | 마르길론 공예 센터(Margilon crafts center) |      |
| 2017 | 우즈베키스탄의 서사시 예술(Epic in Uzbekistan art) |      |
| 2017 | 우즈베키스탄의 원예 (Horticulture of Uzbekistan) |      |
| 2017 | 우즈베키스탄의 국가(State of Uzbekistan) |      |
| 2017 | 문지기(Gatekeeper) |      |
| 2017 | 우즈베키스탄의 필라프 문화와 파인애플 (Pilaf culture of Uzbekistan and pineapples) |      |
| 2017 | 우즈베키스탄에서의 결혼식 (Wedding ceremony in Uzbekistan) |      |
| 2017 | 보이선문화 (Boysun Culture) |      |
| 2017 | 도기류 (Pottery) |      |
| 2017 | Alisher Navoi의 이름으로 켄트 주 우즈벡어 및 문학 대학(In the name of Alisher Navoi Tokent state Uzbek language and University of Literature)                                                                    |      |
| 2017 | 우즈베키스탄의 무형문화유산 (Intangible in Uzbekistan cultural heritage) |      |
| 2020 | 양탄자 재료 (Carpeting) |      |
| 2020 | 두피도즐리크 (Duppidoʻzlik) |      |
| 2020 | 자수 (Embroidery) |      |
| 2020 | 자르도즐리크 (Zardoʻzlik) |      |
| 2020 | 쟁기질 (Plowing) |      |
| 2021 | 카이룰라 사르디예프: 나는 여전히 당신의 아이입니다 (Khairulla Sardiev: I'm still your child) |      |
| 2021 | Bakhtiyar Bakhtiyorov: 나를 매료시킨 이야기들(Bakhtiyar Ikhtiyorov: Tales that charmed me) |      |
| 2021 | 무함마드 유수프: 당신은 위대합니다, 나의 조국이여(Muhammad Yusuf: You are great, my homeland) |      |
| 2022 | 가니 나지모프 다큐멘터리 영화 (Gʻani Najimov documentary film) |      |

## 수상 내역
- 2023년 고등교육 졸업.
- 2024년 우즈베키스탄 인민 시인 무함마드 유수프 국가상.